# Barîliv, Radehiv
Barîliv (în ucraineană Барилів) este o comună în raionul Radehiv, regiunea Liov, Ucraina, formată numai din satul de reședință.

## Demografie
Componența lingvistică a comunei Barîliv
     Ucraineană (99,3%)
     Alte limbi (0,47%)
Conform recensământului din 2001, majoritatea populației comunei Barîliv era vorbitoare de ucraineană (99,3%), existând în minoritate și vorbitori de alte limbi.